# لغة عمل
لغة العمل (بالإنجليزية: working language) (تعرف أيضًا باللغة الإجرائية بالإنجليزية: procedural language) هي لغة تُمنح وضعًا قانونيًا فريدًا في شركة العابرة لحدود السلطة الوطنية أو مجتمع أو دولة أو هيئة أو منظمة أخرى كوسيلة اتصال أساسية. إنها في الأساس لغة المراسلات والمحادثات اليومية، حيث أن المنظمة عادة ما يكون لديها أعضاء من خلفيات لغوية مختلفة ومتنوعة.
معظم المنظمات الدولية لديها لغات عمل لهيئاتها. بالنسبة لمنظمة معينة، قد تكون لغة العمل لغة رسمية أو لا تكون كذلك.[بحاجة لتوضيح]

## لغات العمل في الامم المتحدة
حُددت اللغتين الإنجليزية والفرنسية بوصفها لغات عمل في الأمم المتحدة. وبعدها أضيفت الإسبانية والروسية والصينية والعربية إلى لغات العمل في الجمعية العامة والمجلس الاقتصادي والاجتماعي. حاليًا، تعد الإسبانية والإنجليزية والروسية والصينية والعربية والفرنسية لغات العمل في مجلس الأمن.

## أمثلة من المنظمات الدولية المشتركة

### الإنجليزية والفرنسية
للمحكمة الجنائية الدولية  لغتا عملهما الإنجليزية والفرنسية. لذلك، يتعين على جميع الأمناء العامين للأمم المتحدة (بشكل غير رسمي [بحاجة لتوضيح]) أن يجيدوا كلا اللغتين [بحاجة لمصدر]. مجلس أوروبا وحلف الناتو يستخدمان اللغتين الإنجليزية والفرنسية كلغتي عمل.
• اللغات الرسمية لالمنظمة العالمية للحركة الكشفية (WOSM) هي الانجليزية والفرنسية  مع العربية والروسية والإسبانية كلغات عمل إضافية.

### مجموعات أخرى بلغة عمل واحدة أو لغتين
• تعتمد أمانة الشعوب الأصلية لمجلس المنطقة القطبية الشمالية على اللغة الإنجليزية كلغة العمل الوحيدة، لكن نشر المراسلات يكون باللغة الروسية أيضًا. ومع أن العديد من السكان الأصليين في المنطقة القطبية يتحدثون إما لهجة الإنويت، أو مجموعة متنوعة من لغة السامي أو لغة الأورال الألتية، فمن المحتمل أن تكون اللغة الإنجليزية هي اللغة الثانية أو الثالثة التي يشترك فيها الكثير منهم.
• لدى منظمة شنغهاي للتعاون لغتا عمل: الروسية والصينية.
• لدى ميركوسور لغتا عمل: البرتغالية والإسبانية.
• لدى حكومة تيمور الشرقية اللغة الإندونيسية والإنجليزية كلغات عمل إلى جانب لغاتها الرسمية (تيتوم والبرتغالية) و 15 لغة محلية أخرى
• اللغة الماراثية هي لغة العمل في ولاية غوا في الهند، لكن الكونكانية فقط هي التي تتمتع بالصفة الرسمية في الولاية.
• اللغة الإنجليزية هي لغة العمل في الآسيان.
• قامت غرينلاند بتخفيض اللغة الدنماركية من لغة رسمية مشتركة إلى لغة عمل لأسباب عملية، حيث تظل اللغة الدنماركية المنطوقة والمكتوبة هي السائدة في العديد من قطاعات المجتمع، مثل الرعاية الصحية والتعليم العالي.

### الإنكليزية والاسبانية والفرنسية
منظمة التجارة العالمية والاتحاد الدولي للاتصالات السلكية واللاسلكية والمنظمة البحرية الدولية، ومنظمة العمل الدولية، ونافتا ومنطقة التجارة الحرة للأمريكتين جميعها لها ثلاث لغات عمل هي: الإنجليزية والفرنسية والإسبانية.

### المجموعات الأخرى التي لديها ثلاث لغات عمل أو أكثر
• لدى المفوضية الأوروبية ثلاث لغات عمل: الإنجليزية والفرنسية والألمانية.
• لدى الفيفا أربع لغات عمل: الإنجليزية والفرنسية والألمانية والإسبانية. في السابق، كانت الفرنسية هي اللغة الرسمية الوحيدة للمنظمة. حاليًا، اللغة الإنجليزية هي اللغة الرسمية للمحاضر والمراسلات والإعلانات.
• يستخدم الاتحاد الأفريقي حاليًا اللغات العربية والإنجليزية والفرنسية والبرتغالية والإسبانية والسواحيلية.
• لدى مجموعة التنمية لافريقيا الجنوبية أربع لغات عمل: الأفريقانية والإنجليزية والفرنسية والبرتغالية.
• لدى مجلس الشمال ثلاث لغات عمل: الدنماركية والسويدية والنرويجية. يشير المجمع إلى اللغات على أنها لهجات «لغة إسكندنافية موحدة».